# Peter Frieß
Peter Frieß (* 5. Juni 1959) ist ein deutscher Uhrmacher, Kunsthistoriker und Museumsleiter.

## Leben
Frieß erlangte nach dem Studium der Kunstgeschichte an der Universität München die Promotion. Er war unter anderem als Berater des J. Paul Getty Museums, an dem er einen Katalog der Uhrensammlung verfasste, und an der Smithsonian Institution tätig. Danach wurde er Mitbegründer und Gründungsdirektor des Deutschen Museums Bonn (1995–2001). Von 2001 bis Mai 2003 war Frieß Geschäftsführer einer Marketingagentur. Von 2006 bis 2011 amtierte er als Präsident des Tech Museums in San José (Kalifornien).
Seit 2014 ist er Leiter des Patek Philippe Museums in Genf. Der gelernte Uhrmachermeister befasst sich dort mit der Präsentation des künstlerischen und kulturellen Fundus des Museums.

## Veröffentlichungen (Auswahl)
- Patek Philippe Museum, 2 Bände, 1) Treasures from the Patek Philippe Collection–The Quest for the Perfect Watch. 2) Treasures from the Antique Collection–The Emergence of the Watch. 2 Bände, Genf 2022 (englisch).
- The Emergence of the Portable Watch. Band 3, 4 und Indexband. Genf 2015 (englisch).
- L.U.CEUM – Spuren der Zeit. Genf 2006 (englisch, französisch, deutsch).
- Die Taschenuhrensammlung Ahrens. 2 Bände. München 2006.
- Das Objekt gibt dem Museum erst den richtigen »Drive«. In: Schriften der Stiftung Werner-von-Siemens-Ring. Nr. 20, 2002.
- mit Ralph Burmester, Wolf-Peter Fehlhammer, Helmuth Trischler: Wissenschaft aus erster Hand – 50 Jahre Tagungen der Nobelpreisträger in Lindau/Bodensee. Eigenverlag, [Bonn] 2000.
- mit Manuela Schütze: Vermessen – Historische Landkarten und Vermessungsinstrumente (mit Beiträgen von Mirjam Kasperl, Jürgen Küster und Max Seeberger). Bonn 2000.
- mit Franz Danecker, Rita Haub, Julius Oswald SJ: Sonne entdecken – Christoph Scheiner 1575–1650. Ingolstadt 2000.
- Oskar Sala – Pionier der elektronischen Musik. Hamburg 2000.
- mit Susanne Witzgall: La Specola – Anatomie in Wachs im Kontrast zu Bildern der modernen Medizin. Bonn 2000.
- mit Karl-Heinz Hoffmann, Dieter Meschede: h-heute – Katalog zur Ausstellung Quantenphysik. Bonn 2000.
- Never trust a restored clock to show the right time. In: The Restoration of Scientific Instruments. Hrsg.: Istituto e Museo di Storia della Scienca, Florenz/Opificio delle Pietre Dure. Florenz 1998 (englisch).
- mit Eva Langenstein (Bearb.): Mechanik aus der Wunderkammer. Die Vorläufer der Computer. Ausstellungskatalog Deutsches Museum Bonn, München 1996.
- mit Dieter Hoffmann, Hubert Laitko: Hermann von Helmholtz – Klassiker an der Epochenwende. Bonn 1996.
- mit Gillian Wilson, David Harris Cohen, Jean Nérée Ronfort, Jean-Dominique Augard: European Clocks in the J. Paul Getty Museum. Los Angeles 1996 (englisch).
- mit Peter Steiner: Forschung und Technik in Deutschland nach 1945. München 1995.
- mit Adelheid Riolini-Unger, J. Hügin: Friedberger Uhren. Begleitband zur Ausstellung »Friedberger Uhren, 17.–19. Jahrhundert« (16. Mai bis 17. Oktober 1993). Friedberg 1993.
- mit Klaus Maurice: Eine Tischuhr von Wilhelm Pepfenhauser. In: Patrimonia 68; Hrsg.: Kulturstiftung der Länder. Berlin 1993.
- Kunst und Maschine – 500 Jahre Maschinenlinien in Bild und Skulptur. München 1993.
- Mechanisch bewegte Skulpturen von Erasmus Grasser. In: Oberbayerisches Archiv, 115. Band; Hrsg.: Stadtarchiv München, München 1991.
- mit Ingrid Seeger: Uhren. In: Bestandskatalog des Museums für Kunst und Kulturgeschichte Kempten – Allgäuer Heimatmuseum, Band 1; Hrsg.: Thomas Weiß. Kempten (Allgäu) 1991.
- mit Klaus Maurice: Uhren und Automaten – Vermächtnis Werner Brüggemann. [Ausstellung im Deutschen Museum]. München, 1986.
- mit Klaus Maurice: Uhren und Automaten – Vermächtnis Werner Brüggemann [2. Teil]. In: Uhren – Alte und moderne Zeitmesser, Heft 3; München 1986.
- mit Klaus Maurice: Uhren und Automaten – Vermächtnis Werner Brüggemann [1. Teil]. In: Uhren – Alte und moderne Zeitmesser, Heft 1; München 1986.
- Taschenuhren im Bayerischen Nationalmuseum – Katalogisierung und wissenschaftliche Auswertung mit dem Computer. In: Kataloge des Bayerischen Nationalmuseums. München 1984.
- mit Hans-Peter Trenschl: Uhren fränkischer Meister des 18. und 19. Jahrhunderts. Würzburg 1982.